# Лопатичі
Лопа́тичі — село в Україні, в Коростенському районі Житомирської області. Входить до складу Олевської міської громади. Населення становить 1789 осіб.

## Географія
Селом протікає річка Уборть.

## Історія
У 1906 році село Олевської волості Іскоростської волості Овруцького повіту Волинської губернії. Відстань від повітового міста 113 верст, від волості 12. Дворів 208, мешканців 1471.
1 липня 1917 р. у Лопатичах в родині священика Данила Штуля народився відомий український громадсько-політичний і військовий діяч, третій голова ОУН Олег Штуль-Жданович.
4 листопада 1921 р. під час Листопадового рейду через Лопатичі проходила Волинська група (командувач — Юрій Тютюнник) Армії Української Народної Республіки. У Слободі Лопатицькій, що складає тепер частину Лопатичів, козаки захопили у полон сотню московських військ з 4 командирами, яких розстріляли на місці.
Під час організованого радянською владою Голодомору 1932—1933 років померло щонайменше 29 жителів Лопатичів.
Колищній орган місцевого самоврядування — Лопатицька сільська рада.

## Населення
Згідно з переписом УРСР 1989 року чисельність наявного населення села становила 1884 особи, з яких 893 чоловіки та 991 жінка.
За переписом населення України 2001 року в селі мешкали 1774 особи.

### Мова
Розподіл населення за рідною мовою за даними перепису 2001 року:
| Мова       | Відсоток |
| ---------- | -------- |
| українська | 99,22 %  |
| російська  | 0,73 %   |
| вірменська | 0,06 %   |

## Відомі уродженці
- Антоній (Варжанський) (1890—1971) — єпископ Російської православної церкви, архієпископ Віленський і Литовський.
- Олег Штуль-Жданович (1917—1977) — український державний та політичний діяч, голова Проводу ОУН.
- Ковальчук Олександр Володимирович (1984—2014) — солдат Збройних сил України, загинув у боях війни на сході України.